# Bulbophyllum taiwanense
Bulbophyllum taiwanense là một loài phong lan thuộc chi Bulbophyllum.